# Darren Anderton
Darren Robert Anderton (Southampton, 3 marzo 1972) è un ex calciatore inglese, di ruolo centrocampista.
Come giocatore, è stato un centrocampista attivo nella Premier League per il Tottenham Hotspur e il Birmingham City. Il suo periodo di dodici anni con gli Spurs ha prodotto 299 presenze in campionato e 34 gol segnati. Ha vinto la League Cup con gli Spurs nel 1999, e si è poi posizionato secondo nello stesso torneo nel 2002. Ha anche giocato nella Football League per il Portsmouth e Wolverhampton Wanderers prima di finire la sua carriera con l'AFC Bournemouth. Nella sua ultima partita in assoluto da giocatore professionista è uscito dalla panchina segnando uno spettacolare tiro al volo vittorioso per 3–2 con il Bournemouth il 6 dicembre 2008. È stato convocato 30 volte dall'Inghilterra, segnando sette gol ed essendo sempre presente tra i convocati a Euro 96 e Mondiali 98.
Da quando è andato in pensione, Anderton ha lavorato in gran parte come esperto, in particolare per il canale sportivo canadese The Sports Network.

## Carriera

### Club
Cresciuto nel campionato locale di Southampton, Darren Anderton è ricordato soprattutto per la sua lunga militanza nelle file del Tottenham Hotspur che lo acquistò nel 1992 per 2 milioni di sterline. A White Hart Lane giocò per ben 12 stagioni, ma è stato anche una promessa del calcio inglese nella metà degli anni '90, tant'è che il tecnico Glenn Hoddle lo definì addirittura un calciatore abile quanto il collega di ruolo David Beckham in fase offensiva e più forte dello Spice Boy in fase difensiva.
Il 4 dicembre 2008 annunciò il suo ritiro dal calcio giocato.

### Nazionale
Vanta 30 presenze e 7 reti con la nazionale inglese, con cui ha disputato gli Europei casalinghi del '96 e i Mondiali di Francia '98. In occasione del Mondiale francese è andato a segno nel successo per 2-0 contro la Colombia che ha consentito agli inglesi di accedere agli ottavi di finale.
Nelle ultime 5 convocazioni in nazionale Darren Anderton venne chiamato da 5 differenti CT: Glenn Hoddle nel 1998, Howard Wilkinson nel 1999, Kevin Keegan e Peter John Taylor nelle 2 partite dell'anno 2000 ed infine Sven-Göran Eriksson nel 2001.

## Statistiche

### Cronologia presenze e reti in nazionale
| Cronologia completa delle presenze e delle reti in nazionale ― Inghilterra | Cronologia completa delle presenze e delle reti in nazionale ― Inghilterra | Cronologia completa delle presenze e delle reti in nazionale ― Inghilterra | Cronologia completa delle presenze e delle reti in nazionale ― Inghilterra | Cronologia completa delle presenze e delle reti in nazionale ― Inghilterra | Cronologia completa delle presenze e delle reti in nazionale ― Inghilterra | Cronologia completa delle presenze e delle reti in nazionale ― Inghilterra | Cronologia completa delle presenze e delle reti in nazionale ― Inghilterra |
| Data                                                                       | Città                                                                      | In casa                                                                    | Risultato                                                                  | Ospiti                                                                     | Competizione                                                               | Reti                                                                       | Note                                                                       |
| -------------------------------------------------------------------------- | -------------------------------------------------------------------------- | -------------------------------------------------------------------------- | -------------------------------------------------------------------------- | -------------------------------------------------------------------------- | -------------------------------------------------------------------------- | -------------------------------------------------------------------------- | -------------------------------------------------------------------------- |
| 9-3-1994                                                                   | Londra                                                                     | Inghilterra                                                                | 1 – 0                                                                      | Danimarca                                                                  | Amichevole                                                                 | -                                                                          |                                                                            |
| 17-5-1994                                                                  | Londra                                                                     | Inghilterra                                                                | 5 – 0                                                                      | Grecia                                                                     | Amichevole                                                                 | 1                                                                          | 65’                                                                        |
| 22-5-1994                                                                  | Londra                                                                     | Inghilterra                                                                | 0 – 0                                                                      | Norvegia                                                                   | Amichevole                                                                 | -                                                                          | 77’                                                                        |
| 7-9-1994                                                                   | Londra                                                                     | Inghilterra                                                                | 2 – 0                                                                      | Stati Uniti                                                                | Amichevole                                                                 | -                                                                          |                                                                            |
| 15-2-1995                                                                  | Dublino                                                                    | Irlanda                                                                    | 1 – 0                                                                      | Inghilterra                                                                | Amichevole                                                                 | -                                                                          |                                                                            |
| 29-3-1995                                                                  | Nantes                                                                     | Inghilterra                                                                | 0 – 0                                                                      | Uruguay                                                                    | Amichevole                                                                 | -                                                                          |                                                                            |
| 3-6-1995                                                                   | Londra                                                                     | Inghilterra                                                                | 2 – 1                                                                      | Giappone                                                                   | Amichevole                                                                 | 1                                                                          |                                                                            |
| 8-6-1995                                                                   | Leeds                                                                      | Inghilterra                                                                | 3 – 3                                                                      | Svezia                                                                     | Umbro Cup 1995                                                             | 1                                                                          |                                                                            |
| 11-6-1995                                                                  | Londra                                                                     | Inghilterra                                                                | 1 – 3                                                                      | Brasile                                                                    | Umbro Cup 1995                                                             | -                                                                          |                                                                            |
| 18-5-1996                                                                  | Londra                                                                     | Inghilterra                                                                | 3 – 0                                                                      | Ungheria                                                                   | Amichevole                                                                 | 2                                                                          |                                                                            |
| 23-5-1996                                                                  | Pechino                                                                    | Cina                                                                       | 0 – 3                                                                      | Inghilterra                                                                | Amichevole                                                                 | -                                                                          |                                                                            |
| 8-6-1996                                                                   | Londra                                                                     | Inghilterra                                                                | 1 – 1                                                                      | Svizzera                                                                   | Euro 1996 - 1º turno                                                       | -                                                                          |                                                                            |
| 15-6-1996                                                                  | Londra                                                                     | Scozia                                                                     | 0 – 2                                                                      | Inghilterra                                                                | Euro 1996 - 1º turno                                                       | -                                                                          |                                                                            |
| 18-6-1996                                                                  | Londra                                                                     | Paesi Bassi                                                                | 1 – 4                                                                      | Inghilterra                                                                | Euro 1996 - 1º turno                                                       | -                                                                          |                                                                            |
| 22-6-1996                                                                  | Londra                                                                     | Spagna                                                                     | 0 – 0 dts (2 – 4 dtr)                                                      | Inghilterra                                                                | Euro 1996 - Quarti di finale                                               | -                                                                          | 109’                                                                       |
| 26-6-1996                                                                  | Londra                                                                     | Germania                                                                   | 1 – 1 dts (6 – 5 dtr)                                                      | Inghilterra                                                                | Euro 1996 - Semifinale                                                     | -                                                                          |                                                                            |
| 23-5-1998                                                                  | Londra                                                                     | Inghilterra                                                                | 0 – 0                                                                      | Arabia Saudita                                                             | Amichevole                                                                 | -                                                                          |                                                                            |
| 27-5-1998                                                                  | Casablanca                                                                 | Marocco                                                                    | 0 – 1                                                                      | Inghilterra                                                                | Amichevole                                                                 | -                                                                          |                                                                            |
| 15-6-1998                                                                  | Marsiglia                                                                  | Inghilterra                                                                | 2 – 0                                                                      | Tunisia                                                                    | Mondiali 1998 - 1º turno                                                   | -                                                                          |                                                                            |
| 22-6-1998                                                                  | Tolosa                                                                     | Inghilterra                                                                | 1 – 2                                                                      | Romania                                                                    | Mondiali 1998 - 1º turno                                                   | -                                                                          |                                                                            |
| 26-6-1998                                                                  | Lens                                                                       | Colombia                                                                   | 0 – 2                                                                      | Inghilterra                                                                | Mondiali 1998 - 1º turno                                                   | 1                                                                          | 79’                                                                        |
| 30-6-1998                                                                  | Saint-Etienne                                                              | Argentina                                                                  | 2 – 2 dts (6 – 5 dtr)                                                      | Inghilterra                                                                | Mondiali 1998 - Ottavi di finale                                           | -                                                                          | 97’                                                                        |
| 5-9-1998                                                                   | Solna                                                                      | Svezia                                                                     | 2 – 1                                                                      | Inghilterra                                                                | Qual. Euro 2000                                                            | -                                                                          | 42’                                                                        |
| 10-10-1998                                                                 | Londra                                                                     | Inghilterra                                                                | 0 – 0                                                                      | Bulgaria                                                                   | Qual. Euro 2000                                                            | -                                                                          | 56’ 66’                                                                    |
| 14-10-1998                                                                 | Lussemburgo                                                                | Lussemburgo                                                                | 0 – 3                                                                      | Inghilterra                                                                | Qual. Euro 2000                                                            | -                                                                          | 63’                                                                        |
| 18-11-1998                                                                 | Londra                                                                     | Inghilterra                                                                | 2 – 0                                                                      | Rep. Ceca                                                                  | Amichevole                                                                 | 1                                                                          |                                                                            |
| 10-2-1999                                                                  | Londra                                                                     | Inghilterra                                                                | 0 – 2                                                                      | Francia                                                                    | Amichevole                                                                 | -                                                                          |                                                                            |
| 2-9-2000                                                                   | Saint-Denis                                                                | Francia                                                                    | 1 – 1                                                                      | Inghilterra                                                                | Amichevole                                                                 | -                                                                          | 69’                                                                        |
| 10-11-2000                                                                 | Torino                                                                     | Italia                                                                     | 1 – 0                                                                      | Inghilterra                                                                | Amichevole                                                                 | -                                                                          | 79’                                                                        |
| 10-11-2001                                                                 | Manchester                                                                 | Inghilterra                                                                | 1 – 1                                                                      | Svezia                                                                     | Amichevole                                                                 | -                                                                          | 58’                                                                        |
| Totale                                                                     |                                                                            | Presenze                                                                   | 30                                                                         |                                                                            | Reti                                                                       | 7                                                                          |                                                                            |

## Palmarès

### Club
- Coppa di Lega inglese: 1

Tottenham: 1998-1999

### Nazionale
- Torneo di Francia: 1

1997